# Amanti perduti
Amanti perduti (Les Enfants du paradis) è un film del 1945 diretto da Marcel Carné.
Il film è caratterizzato dalla peculiare narrazione che intreccia abilmente figure e avvenimenti, dalla cura dell'inquadratura e della fotografia, e dalle rinomate performance attoriali del cast, ed è considerato l'apice della collaborazione artistica fra Carné e lo sceneggiatore-poeta Jacques Prévert. Nel 1971 fu definito, durante la cerimonia dei César, «il miglior film nella storia del cinema sonoro francese».

## Trama
Ambientato nella Parigi di Luigi Filippo, il film narra le vicende di un gruppo di persone sullo sfondo del Boulevard du Temple, all'epoca sede di moltissimi teatri (tra cui quello dei Funambules citato nel film) e piuttosto malfamato, tanto da essere conosciuto con il nome di Boulevard du crime. Al centro della trama è Garance, un'attrice contesa tra quattro ammiratori, con ciascuno dei quali intreccia una relazione: il bandito-gentiluomo Lacenaire, il celebre attore classico Fréderic Lemaître, il ricchissimo conte di Montray, e il mimo Baptiste Debureau.
Il film tuttavia non è una storia d'amore, ma un affresco in cui alle vicende dei protagonisti si legano le immagini della vita sul palcoscenico, per cui il quadro si arricchisce di una folla di clown, saltimbanchi, artisti di strada, piccoli criminali e un vecchio barbone, Jericho, che nelle intenzioni di Prévert doveva rappresentare il destino.
Garance, dopo aver superato alcune vicissitudini con la giustizia, che la costringeranno ad abbandonare temporaneamente Parigi, reincontra il mimo Baptiste, che nel frattempo ha sposato una sua collega di spettacolo, e corona il suo sogno trascorrendo con lui una notte d'amore. Vengono però scoperti dalla moglie del mimo e sono costretti a lasciarsi proprio il giorno dei festeggiamenti per il carnevale.

## Titolo
Il titolo Les Enfants du paradis, letteralmente "I ragazzi del paradiso", è un'espressione che significa "quelli del loggione". In origine il titolo avrebbe dovuto essere Funambules, a indicare quindi non gli spettatori, ma gli artisti.

## Produzione
Il regista Marcel Carné collaborava fin dai suoi esordi con lo sceneggiatore Jacques Prévert: insieme avevano realizzato fra il 1936 e il 1942 cinque film che li avevano fatti emergere come una delle coppie di autori più accreditate dell'epoca. La ricerca di un soggetto per il loro sesto film creò loro alcune difficoltà per via dei rigidi controlli imposti dal Governo di Vichy, che vietava la trattazione di qualsiasi tema realistico.
Nel 1943 Carné e Prévert incontrarono per caso a Nizza Jean-Louis Barrault, che raccontò loro alcuni aneddoti della vita di Baptiste Debureau, famoso mimo del XIX secolo. Di qui nacque la prima idea del film. Le riprese ebbero inizio il 16 agosto 1943, minate dalle numerose difficoltà dovute alla seconda guerra mondiale. Il Boulevard du Crime venne ricostruito all'aperto presso gli studi La Victorine di Nizza. La prima interruzione delle riprese si ebbe alla fine del 1943 per lo sbarco degli alleati in Sicilia e l'abbandono da parte della produzione italiana Scalera Film. Le autorità di Vichy considerarono la produzione pericolosa e richiamarono tutta la troupe a Parigi, dove comunque la realizzazione poté riprendere presso gli studi di Joinville della Pathé.
Una seconda interruzione fu dovuta all'allontanamento del produttore André Paulvé, ebreo, a causa delle leggi razziali emanate dal regime. Il musicista Joseph Kosma e lo scenografo Alexandre Trauner, anch'essi ebrei, riuscirono invece a lavorare al film, ma attraverso dei prestanome. La difficoltà maggiore si ebbe quando un'alluvione distrusse il set del Boulevard du Crime a Nizza. Tutte queste interruzioni fecero lievitare enormemente il costo del film fino alla somma di circa 60 milioni di franchi, cifra quattro volte superiore a un film medio dell'epoca.
Le riprese terminarono il 20 giugno 1944, pochi giorni dopo lo sbarco in Normandia degli alleati. In gennaio venne ultimata la produzione e tre copie dei negativi del film vennero nascoste in tre diverse località: una nel caveau della Banca di Francia, una nella cassaforte della Pathé, una nella cantina di una villa in Provenza, in attesa della fine della guerra. La prima ebbe comunque luogo a Parigi il 9 marzo 1945 in una serata di gala al Palais de Chaillot.

## Distribuzione
La distribuzione del film iniziò sempre a Parigi, il 15 marzo 1945, al cinema Madeleine e al cinema Colisée. La lunga durata del film di ben 195 minuti creò dei problemi, per cui si decise di proiettare il film suddiviso in due episodi, intitolati rispettivamente Boulevard du Crime e L'Homme blanc. Nonostante il pubblico fosse costretto quindi a pagare un doppio ingresso per vedere l'intero film, l'opera ebbe un tale successo che i biglietti venduti nella sola Parigi riuscirono da soli a far rientrare quasi interamente i costi dell'intera produzione.
Non altrettanta fortuna arrise a Carné, che dovette affrontare, dopo la guerra, i rancori dei comitati di liberazione, che gli contestarono la scelta di aver continuato a lavorare nella Francia occupata, mentre altri colleghi come Jean Renoir o René Clair, ad esempio, avevano deciso di trasferirsi all'estero.
Negli Stati Uniti d'America, Les Enfants du paradis fu distribuito l'anno seguente in una versione pesantemente ridotta e presentato come una sorta di Via col vento alla francese. Nonostante questo, il film ottenne una candidatura nella categoria Oscar alla migliore sceneggiatura non originale alla cerimonia di premiazione del 1947. Anche in Italia fu presentata una edizione accorciata, della durata complessiva di soli 95 minuti, ma in televisione è stata trasmessa più volte l'edizione integrale, in alcuni casi divisa nei due episodi, andati in onda in due serate diverse.

## Edizioni home video
Sul mercato italiano sono uscite varie edizioni home video del film in DVD, nel formato originale 1.33:1, distribuite, di volta in volta, da BIM/20th Century Fox, Rai Cinema, Walter Casini & Partners e altri.